# Johann Anton Williard
Johann Anton Williard (* 29. Mai 1807 in Ettlingen, Großherzogtum Baden; † 26. Januar 1887 in Dresden) war ein deutscher Zeichner und Lithograf.

## Leben

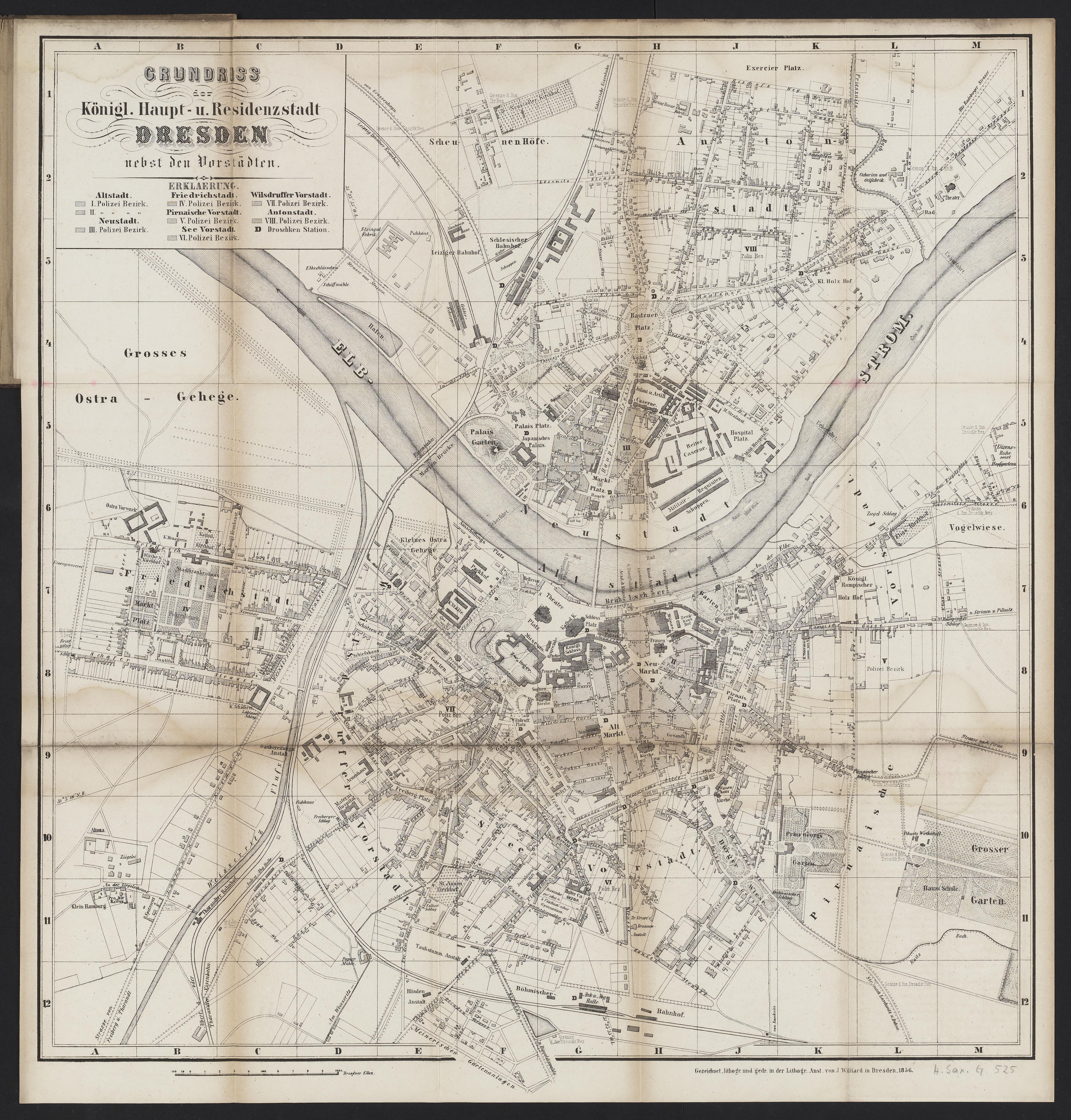
Lithographische Anstalt von Johann Willard: Plan von Dresden, 1856

Williard arbeitete ab 1827 als Reproduktionslithograf in der königlichen Kameral-Vermessung und lithographischen Anstalt in Dresden. 1836 wurde sein Sohn Hans Anton geboren, den er zu einem Zeichner und Lithografen ausbildete. 1840 erhielt er das Dresdner Bürgerrecht und die Erlaubnis, eine eigene lithografische Anstalt zu gründen.
Wiiliard starb 1887 im Alter von 79 Jahren.